# SJ Y3

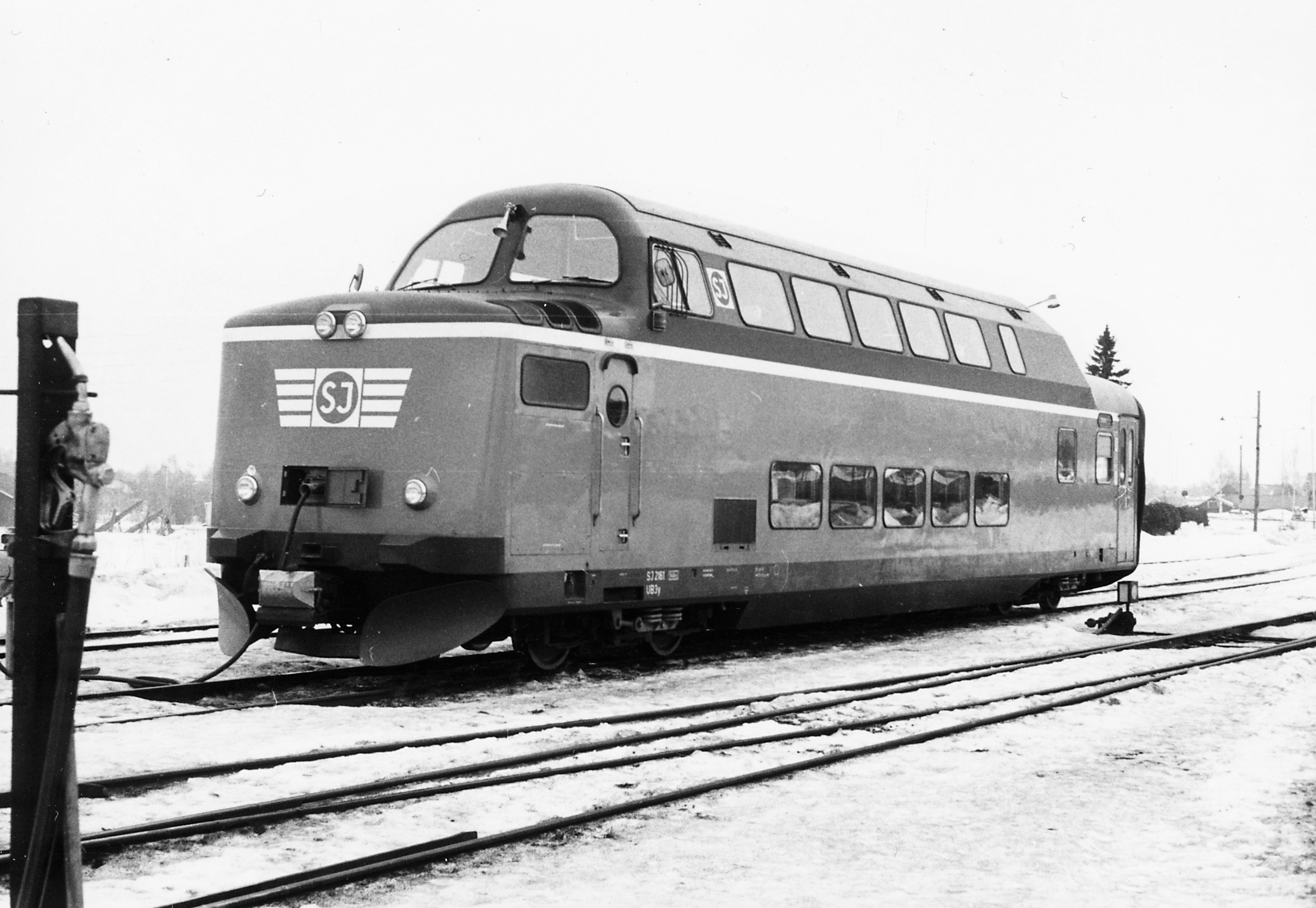

Y3은 SJ에서 최초로 사용한 2층 열차로, 동력차의 동력부와 운전실이 복층 구조로 배치되어 있었고, 2층 제어 객차를 제외한 나머지 객차는 단층 구조였다.

## 제작
SJ에서는 비전철화 구간을 운행할 장거리 열차가 필요하였다. 1958년부터 계획이 시작되었고, 초기에는 디젤 동차를 생산하였던 힐딩 카를손에서 주문하려고 하였으나, 힐딩 카를손 사망 이후 회사 상태가 악화되어 1964년 독일에 있었던 린케 호프만에 차량 제작을 의뢰하였다. 전장품과 대차는 ASEA에서 제작하였다. 초기 주문 당시에는 전동차도 있었으나 이후 취소하였다.
대부분의 열차 제작을 린케-호프만에서 담당하였으며, SJ 측 관계자들과도 같이 작업을 진행하였다. 제작 과정에서 설계가 몇 번 변경되었다. 설계 당시에는 시속 120km까지 낼 수 있는 출력이 좀 더 약한 롤스로이스 엔진을 장착하려고 하였으나, 도이치(Deutz) 엔진으로 변경되어 시속 140km까지 낼 수 있게 되었다. 엔진의 온도가 더 높다는 사실을 고려하지 않아서 이후 화재의 원인이 되었다. 동력부 화재는 주로 여름에 많이 발생하였고, 1973년 동력부 냉각 장치를 개조하여 해결하였다. 초기에는 트랜스미션에도 문제가 있었다.
1966년과 1967년 차량이 반입되었다. 첫 영업 운행은 1967년 2월 1일 스톡홀름-모라 간에서 이루어졌다.
당시 SJ의 도색 빨간색-갈색 대신 차량 상부를 회색(원 도색 녹색)으로 칠하여 X9와 비슷한 파프리카 열차(Paprikatågen) 도색으로 칠하였다. 상층부로 튀어나온 외관 때문에 낙타라는 별명도 있었다.

## 운행 구간
초기 운행 구간은 말뫼-카르스크로나, 말뫼-위스타드, 스톡홀름-모라였다. 1972년 말뫼 지역에서 운행하던 열차를 모두 스톡홀름-모라 간으로 전환하였다. 1982년 열차 노후화로 다시 말뫼 지역으로 이동하였고, 1990년 폐차되었다.

## 구성
차량 구성은 다음과 같다.
| 유형 | 종류         | 전장 (mm) | 전고 (mm) | 차중 (t) | 정원  | 생산량 | 생산 연도 |
| ---- | ------------ | --------- | --------- | -------- | ----- | ------ | --------- |
| Y3   | 2등 동력차   | 19620     | 4600      | 61.5     | -     | 6      | 1966-1967 |
| UB3Y | 2등 제어객차 | 19620     | 4600      | 37.4     | 78    | 2      | 1966      |
| UA3  | 1등 객차1.   | 21000     | 3700      | 28.6     | 37    | 2      | 1966-1967 |
| UAB3 | 1등+2등 객차 | 21000     | 3700      | 28.6     | 18+28 | 2      | 1966-1967 |
| UB3  | 2등 객차     | 21000     | 3700      | 29.4     | 56    | 3      | 1966-1967 |
| UB3B | 2등 객차2.   | 21000     | 3700      | 29.4     | 42    | 4      | 1966-1967 |

주석:
1. UA3B에서 개조됨
2. 식당 및 놀이방이 있음

1편성은 Y3 + 객차 최대 2량 + UB3Y, Y3 + 객차 최대 6량 + Y3으로 구성된다. 모든 차량의 전폭은 3120mm이다.

## 참조
1. 1 2 3  Diehl, Ulf (1976). 《Svenska lok och motorvagnar 1976-01-01》. Svenska Järnvägsklubben. ISBN 91-85098-18-3.
2. 1 2 3 4  “Motorvagn Y3”. 2009년 3월 13일에 확인함.
3. 1 2 3 4 5  Hällqvist, Arne (1984). 《Rälsbussar och släpvagnar vid Statens Järnvägar》. Svenska Järnvägsklubben. 89-93쪽. ISBN 91-85098-38-8.